# John Philip Saklil
John Philip Saklil, né le 20 mars 1960 à Kokonao alors en Nouvelle-Guinée néerlandaise et mort le 3 août 2019 à Timika (Papouasie, Nouvelle-Guinée occidentale)[réf. nécessaire], est un prélat indonésien, évêque du diocèse de Timika en Indonésie à partir de 2003. 
Il s'agit du premier évêque ethniquement Papou en Indonésie.

## Biographie
John Philip Saklil est ordonné prêtre pour le diocèse de Jayapura le 23 octobre 1988. Il fut vicaire général du diocèse de Jayapura

### Évêque
Le 19 décembre 2003, le pape Jean-Paul II le nomme tout premier évêque de Timika.
Il reçoit l'ordination épiscopale le 18 avril 2004 suivant des mains de Mgr Leo Laba Ladjar